# وست چیزی (نیویورک)
وست چیزی (به انگلیسی: West Chazy) یک منطقهٔ مسکونی در ایالات متحده آمریکا است که در نیویورک واقع شده‌است. وست چیزی ۴٫۹ کیلومتر مربع مساحت و ۵۲۹ نفر جمعیت دارد و ۸۸٫۳۹ متر بالاتر از سطح دریا واقع شده‌است.